# Дихромат магния
Дихромат магния - магниевая соль двухромовой кислоты, имеет формулу {\displaystyle {\ce {MgCr2O7}}}, растворим, однако в воде быстро разлагается до хромата магния, имеет коричневый цвет, разлагается в присутствии щелочи, схож с дихроматом натрия по свойствам.

## Получение
{\displaystyle {\ce {Mg(OH)2 + H2Cr2O7 -> MgCr2O7 + 2H2O}}}